# Surville (Calvados)
Pour les articles homonymes, voir Surville.
Ne doit pas être confondu avec Surville (Eure) ou Surville (Manche).
Surville est une commune française, située dans le département du Calvados en région Normandie, peuplée de 474 habitants (les Survillais).

## Géographie
Au sein du pays d'Auge, la commune est traversée par la Calonne.
| Coudray-Rabut                | Saint-Gatien-des-Bois, Vieux-Bourg | Vieux-Bourg              |
| Coudray-Rabut, Pont-l'Évêque | Surville                           | Saint-André-d'Hébertot   |
| Pont-l'Évêque                | Saint-Julien-sur-Calonne           | Saint-Julien-sur-Calonne |

### Hydrographie
La commune est située dans le bassin Seine-Normandie. Elle est drainée par la Calonne, le Douet, le fossé 01 de la Lézardière et  et un autre petit cours d'eau,.
La Calonne, d'une longueur de 45 km, prend sa source dans la commune du Planquay et se jette  dans la Touques à Pont-l'Évêque, après avoir traversé 19 communes. 

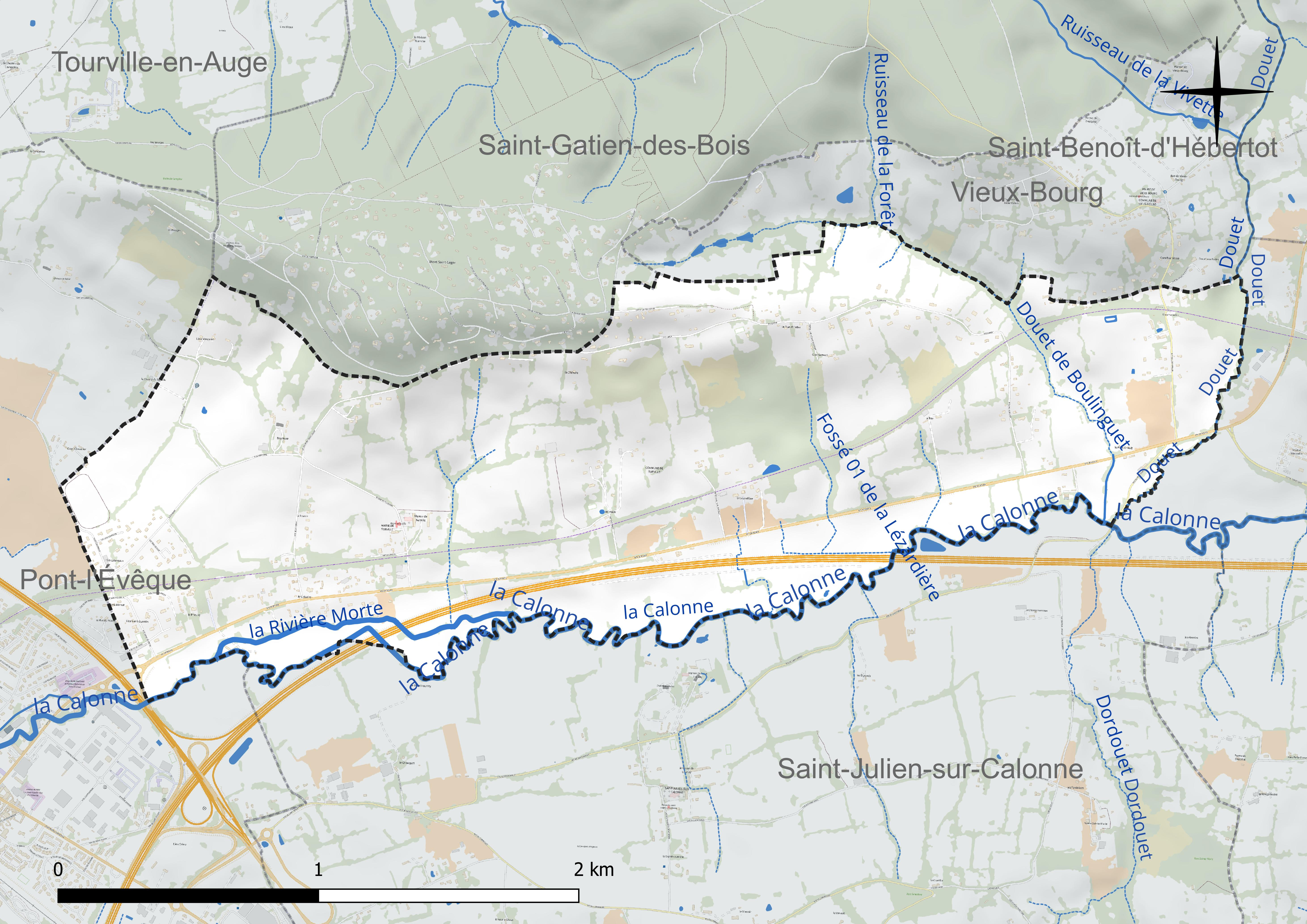
Réseau hydrographique de Surville.

### Climat
Pour des articles plus généraux, voir Climat de la Normandie et Climat du Calvados.
En 2010, le climat de la commune est de type climat océanique franc, selon une étude du CNRS s'appuyant sur une série de données couvrant la période 1971-2000. En 2020, Météo-France publie une typologie des climats de la France métropolitaine dans laquelle la commune est exposée à un climat océanique et est dans la région climatique  Côtes de la Manche orientale, caractérisée par un faible ensoleillement (1 550 h/an) ; forte humidité de l'air (plus de 20 h/jour avec humidité relative > 80 % en hiver), vents forts fréquents. Parallèlement le GIEC normand, un groupe régional d'experts sur le climat, différencie quant à lui, dans une étude de 2020, trois grands types de climats pour la région Normandie, nuancés à une échelle plus fine par les facteurs géographiques locaux. La commune est, selon ce zonage, exposée à un « climat contrasté des collines », correspondant au Pays d'Auge, Lieuvin et Roumois, moins directement soumis aux flux océaniques et connaissant toutefois des précipitations assez marquées en raison des reliefs collinaires qui favorisent leur formation.
Pour la période 1971-2000, la température annuelle moyenne est de 10,8 °C, avec  une amplitude thermique annuelle de 13,2 °C. Le cumul annuel moyen de précipitations est de 798 mm, avec 12,5 jours de précipitations en janvier et 8,2 jours en juillet. Pour la période 1991-2020, la température moyenne annuelle observée sur la station météorologique la plus proche, située sur la commune de Saint-Gatien-des-Bois à 6 km à vol d'oiseau, est de 11,0 °C et le cumul annuel moyen de précipitations est de 920,4 mm,. Pour l'avenir, les paramètres climatiques de la commune estimés pour 2050 selon différents scénarios d'émission de gaz à effet de serre sont consultables sur un site dédié publié par Météo-France en novembre 2022.

## Urbanisme

### Typologie
Au 1er janvier 2024, Surville est catégorisée commune rurale à habitat dispersé, selon la nouvelle grille communale de densité à 7 niveaux définie par l'Insee en 2022.
Elle appartient à l'unité urbaine de Pont-l'Évêque, une agglomération intra-départementale dont elle est une commune de la banlieue,. Par ailleurs la commune fait partie de l'aire d'attraction de Trouville-sur-Mer, dont elle est une commune de la couronne,. Cette aire, qui regroupe 35 communes, est catégorisée dans les aires de moins de 50 000 habitants,.

### Occupation des sols
L'occupation des sols de la commune, telle qu'elle ressort de la base de données européenne d'occupation biophysique des sols Corine Land Cover (CLC), est marquée par l'importance des territoires agricoles (90,9 % en 2018), en diminution par rapport à 1990 (99,9 %). La répartition détaillée en 2018 est la suivante : 
prairies (90,9 %), zones urbanisées (9,1 %). L'évolution de l'occupation des sols de la commune et de ses infrastructures peut être observée sur les différentes représentations cartographiques du territoire : la carte de Cassini (XVIIIe siècle), la carte d'état-major (1820-1866) et les cartes ou photos aériennes de l'IGN pour la période actuelle (1950 à aujourd'hui).

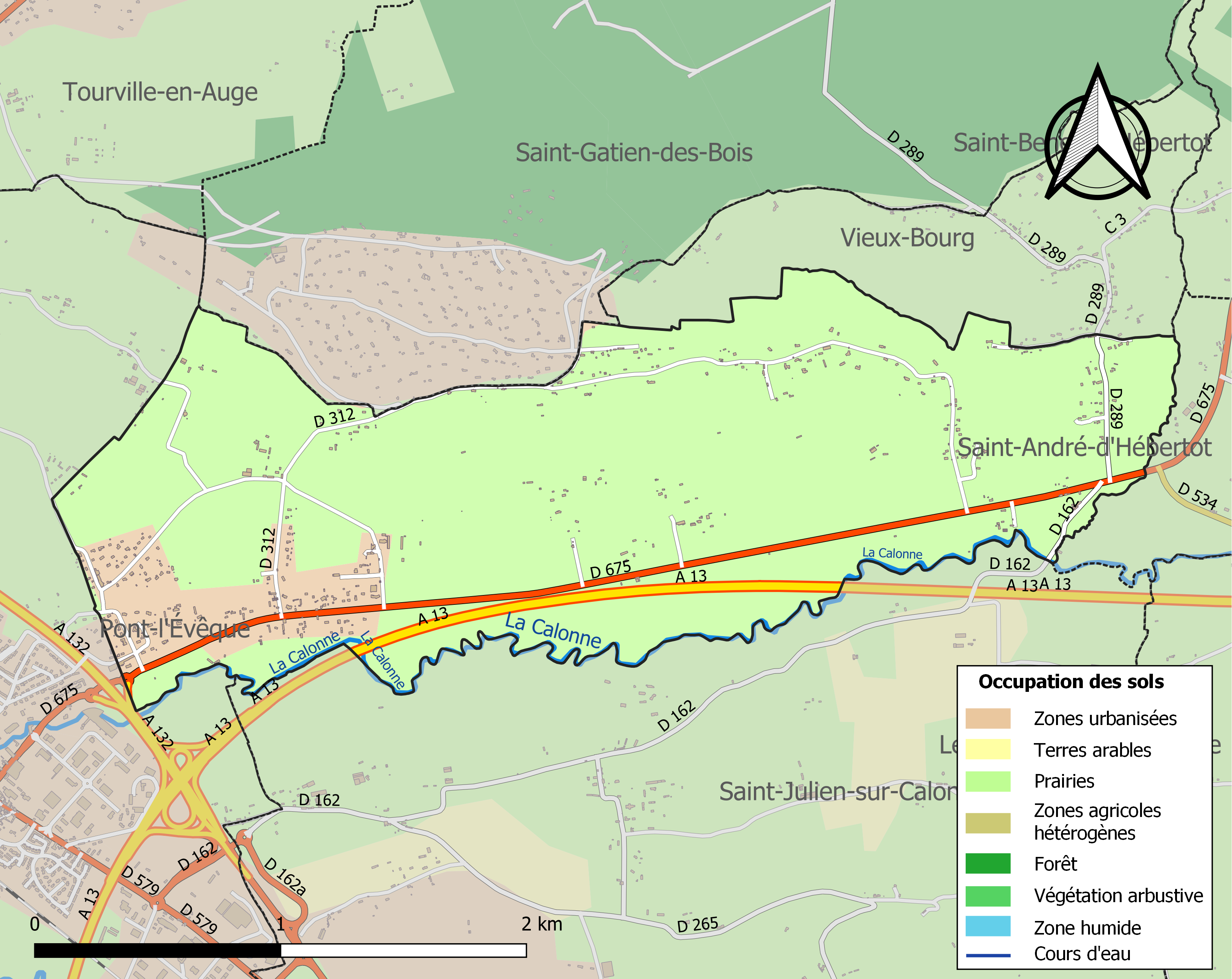
Carte des infrastructures et de l'occupation des sols de la commune en 2018 (CLC).

## Toponymie
Le nom de la localité est attesté sous la forme Surevilla en 1180.

## Politique et administration
| Période                                  | Période   | Identité        | Étiquette | Qualité           |
| ---------------------------------------- | --------- | --------------- | --------- | ----------------- |
| mars 1959                                | mars 2001 | Bernard Rufin   | SE        | Chef d'entreprise |
| mars 2001                                | En cours  | Yolande Jacquin | DVD       | Chef d'entreprise |
| Les données manquantes sont à compléter. |           |                 |           |                   |

Le conseil municipal est composé de onze membres dont le maire et trois adjoints.

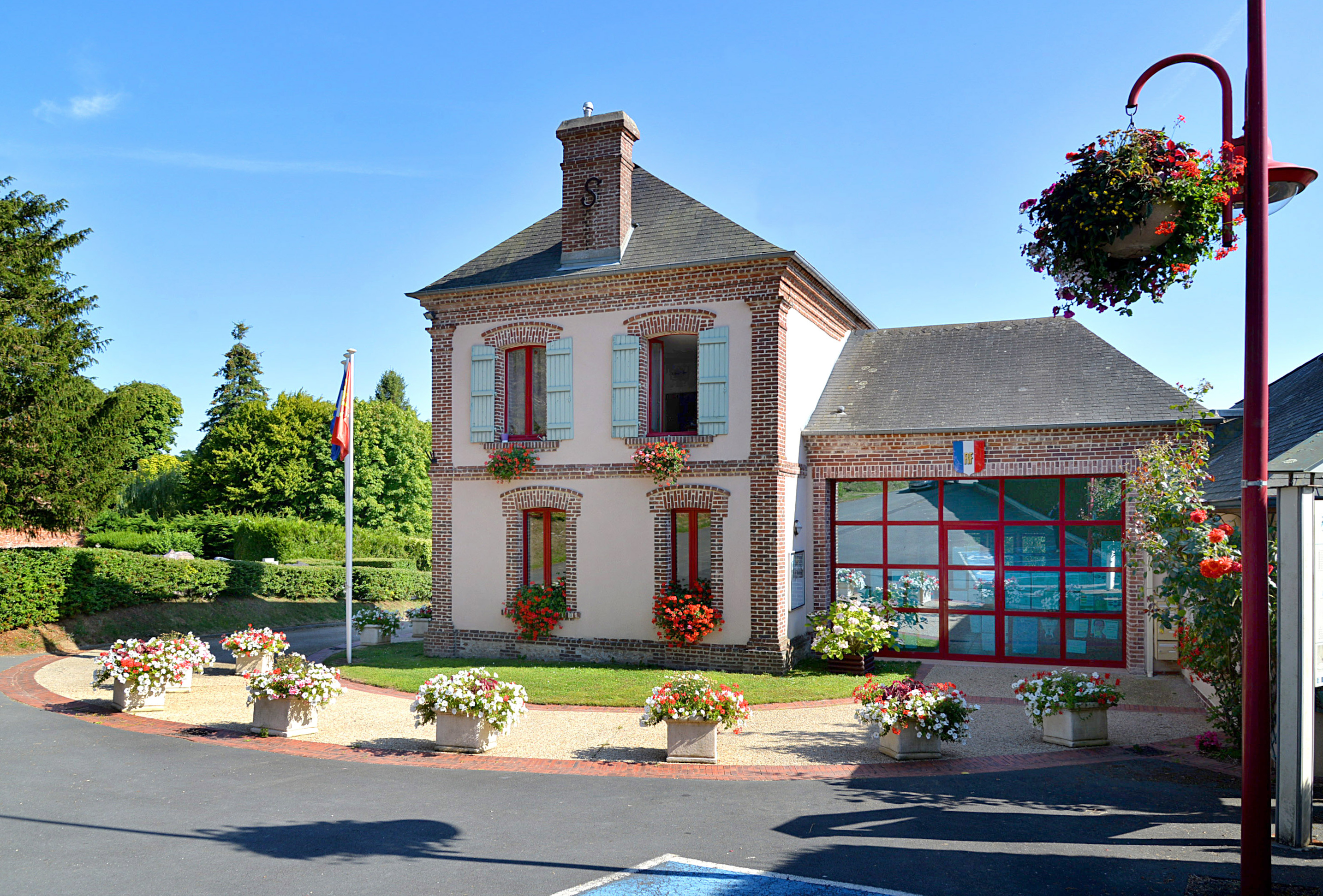
La mairie.

## Démographie
L'évolution du nombre d'habitants est connue à travers les recensements de la population effectués dans la commune depuis 1793. Pour les communes de moins de 10 000 habitants, une enquête de recensement portant sur toute la population est réalisée tous les cinq ans, les populations de référence des années intermédiaires étant quant à elles estimées par interpolation ou extrapolation. Pour la commune, le premier recensement exhaustif entrant dans le cadre du nouveau dispositif a été réalisé en 2004.
En 2022, la commune comptait 474 habitants, en évolution de +9,47 % par rapport à 2016 (Calvados : +1,58 %, France hors Mayotte : +2,11 %).
| 1793 | 1800 | 1806 | 1821 | 1831 | 1836 | 1841 | 1846 | 1851 |
| ---- | ---- | ---- | ---- | ---- | ---- | ---- | ---- | ---- |
| 309  | 237  | 320  | 306  | 259  | 277  | 284  | 272  | 288  |

| 1856 | 1861 | 1866 | 1872 | 1876 | 1881 | 1886 | 1891 | 1896 |
| ---- | ---- | ---- | ---- | ---- | ---- | ---- | ---- | ---- |
| 274  | 275  | 280  | 280  | 329  | 267  | 289  | 284  | 235  |

| 1901 | 1906 | 1911 | 1921 | 1926 | 1931 | 1936 | 1946 | 1954 |
| ---- | ---- | ---- | ---- | ---- | ---- | ---- | ---- | ---- |
| 231  | 237  | 260  | 220  | 227  | 225  | 210  | 229  | 234  |

| 1962 | 1968 | 1975 | 1982 | 1990 | 1999 | 2004 | 2006 | 2009 |
| ---- | ---- | ---- | ---- | ---- | ---- | ---- | ---- | ---- |
| 214  | 203  | 198  | 243  | 290  | 381  | 426  | 436  | 445  |

| 2014 | 2019 | 2022 | - | - | - | - | - | - |
| ---- | ---- | ---- | - | - | - | - | - | - |
| 432  | 452  | 474  | - | - | - | - | - | - |

### Jumelages
Surville est jumelée avec :
- Aubure (France) depuis le 11 novembre 2000[27]

## Lieux et monuments
- Église Saint-Martin du XVIe siècle. Elle abrite une statue de saint Gilles du XVIe et deux tableaux des XVIIe et XVIIIe siècles (L'Adoration des mages et Saint Gilles et la biche) classés à titre d'objets aux Monuments historiques[28].
- Prieuré du XVIIe siècle, modifié durant les Années Folles par le marquis de Boutefol (écuries).

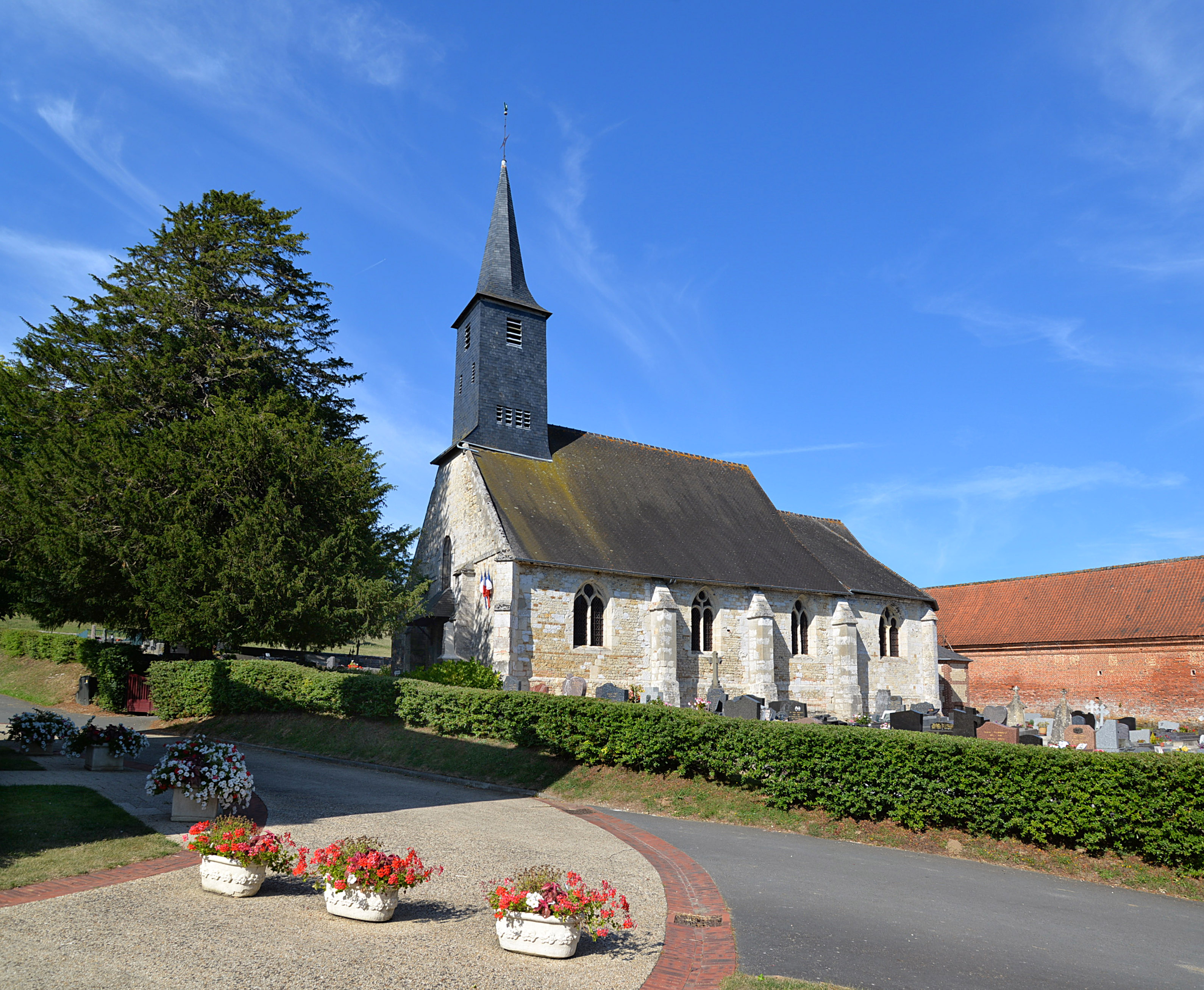
L'église Saint-Martin.
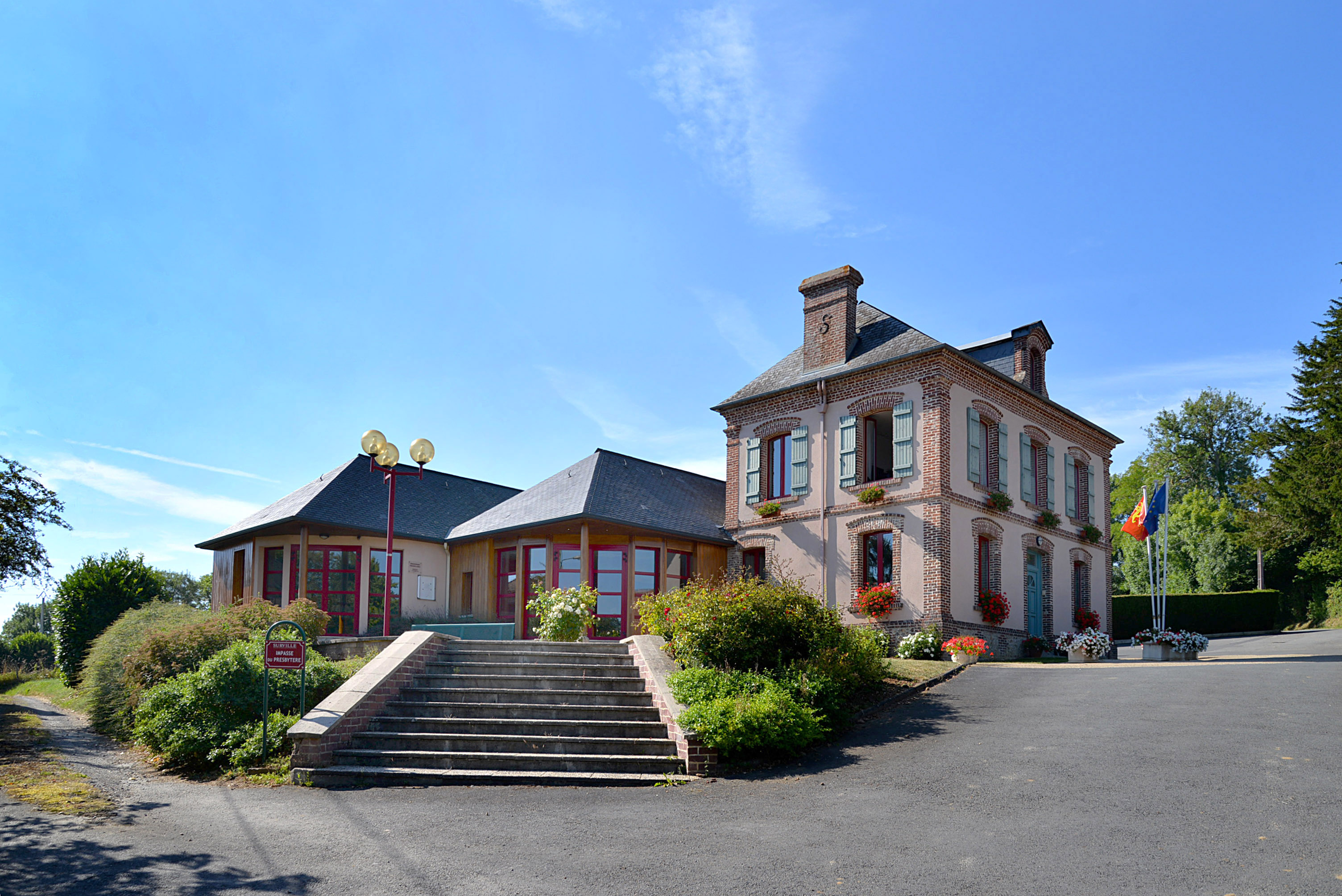
La bibliothèque Philippe Labro.
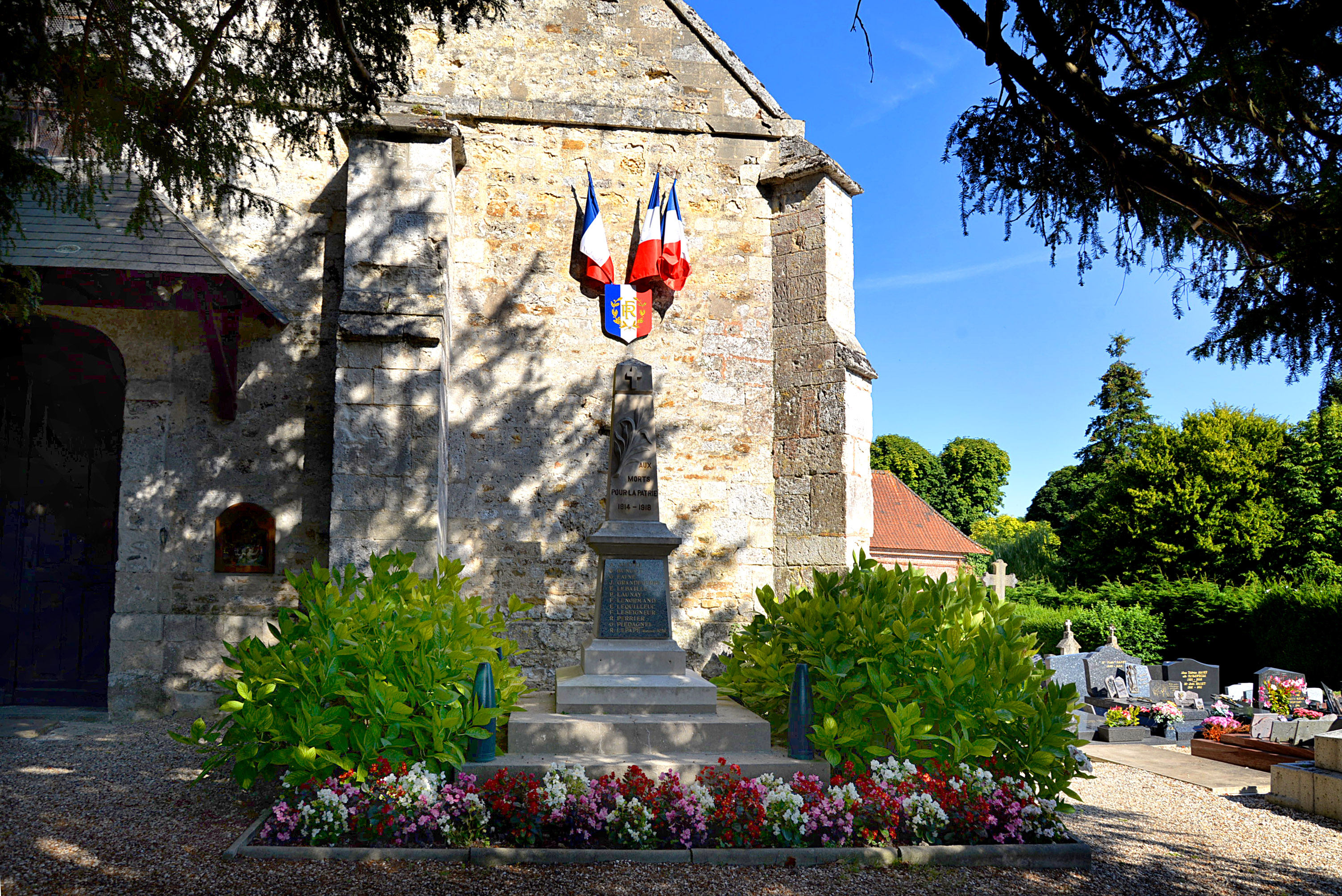
Le monument aux morts.

## Charité Saint-Martin
Fondée en 1453, la charité Saint-Martin est la plus ancienne confrérie de charité du secteur et l'une des plus anciennes de France. Constituée d'un maître de charité et de treize frères de charité, sa mission est d'accompagner les défunts de la commune de leur domicile à l'église Saint-Martin, puis de procéder à leur mise en terre.
| Période   | Période   | Identité       | Étiquette | Qualité           |
| --------- | --------- | -------------- | --------- | ----------------- |
| mars 1959 | mars 2004 | Bernard Rufin  |           | Chef d'entreprise |
| mars 2004 | En cours  | Lionel Guillot |           | Chef d'entreprise |